# 海豚参詣

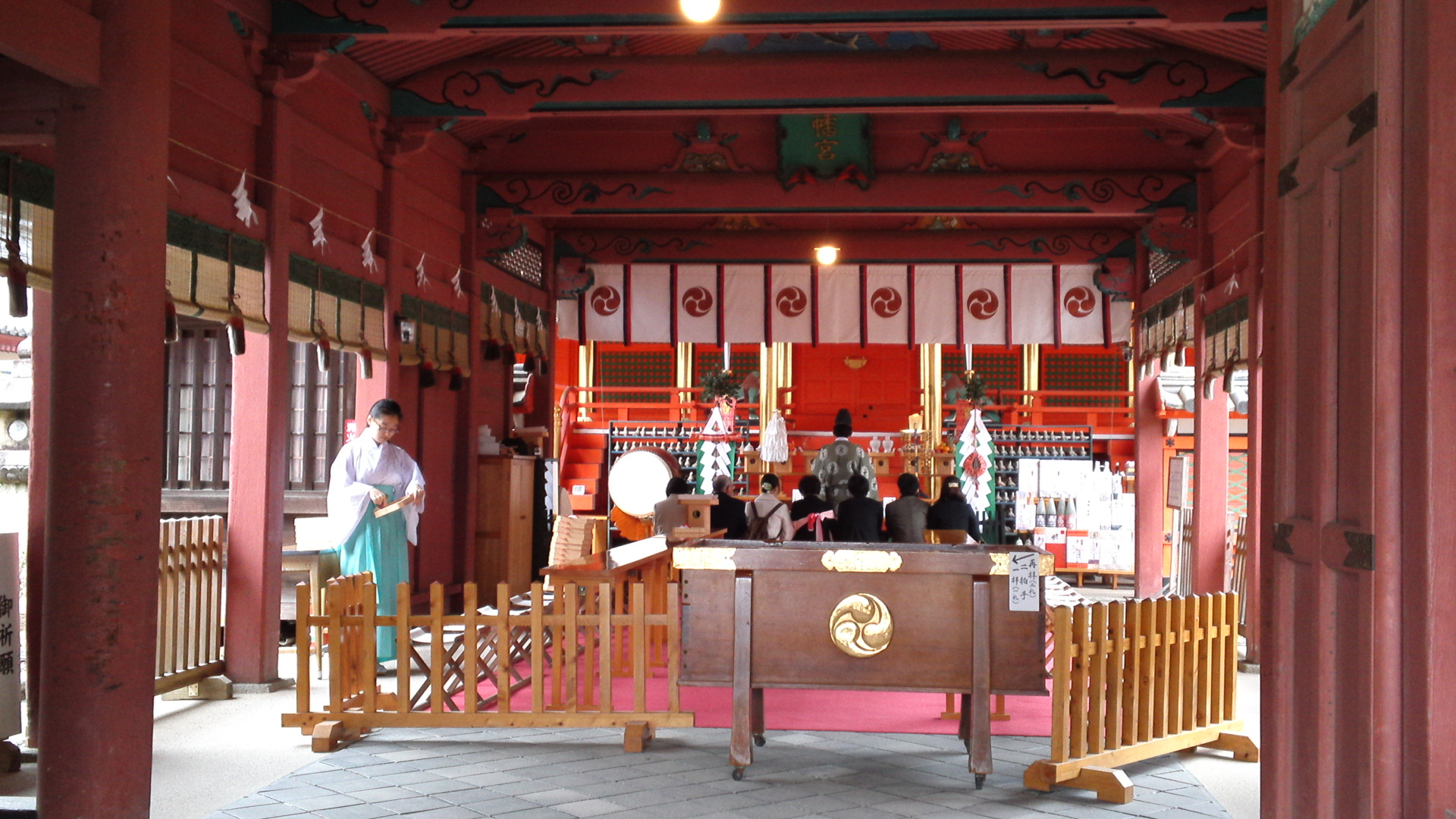
日本では海豚、鯨、鮫も人間同様に寺社に参詣すると考えていた

海豚参詣（いるかさんけい）とは、海豚（イルカ）が神社仏閣などの神仏に参詣するという日本の民話・伝承のことである。ここでは日本の各地に伝わる海豚参詣の伝承を収集する。また、イルカに並んで、クジラやサメの参詣の伝承も収集する。

## 民俗
日本ではイルカを食す地でも、その食を忌む地でも、海豚参詣の民俗が伝わる。地方によっては、宮参り、墓参り、観音参り、磯部様参りなどと呼んでいた。また、イルカの群れが縦一列に並ぶさまを、イルカの千本づれや千匹ガチと呼んでいた地方もある。
元々は、イルカが黒潮に乗って海上を集団で北上する姿が、寺社に集団参詣する人の群れに似ていることから、これを擬人化して「参詣」と称することになったと思われる。
民俗学者の柳田國男は、『海上の道』の末尾に、『知りたいと思う事二、三』を書き残した中のひとつに「海豚参詣のこと」をテーマに掲げ、以下の様に考えた。
当時77歳だった柳田は、学問の新展開を促す目的で上記のような文章を書き、海豚参詣について、「海の彼方との心の行進いが、もとは常識だった名残ではないか」と推察を残した。そして、柳田の弟子の折口信夫は、「常世」（とこよ：海の彼方にある異世界）からやってくる「客人」（まれびと：この場合はイルカ）を通じて、共同体を再生させるというマレビト信仰が古くから日本にあったという論を唱えた。

## 青森県
青森県青森市の栄町にある諏訪神社に海豚参詣の伝承が伝わる。その伝承は、1786年（天明6年）に工藤白龍が記した『津軽俗説選』に書かれた。内容は、祭日にイルカの群れが堤川を遡り、川のそばにある諏訪神社を参詣するというものである。これを諏訪神社では「海豚の諏訪詣伝説」と称している。
八戸市の鮫の西宮神社に鯨石と言われる石があり、八戸太郎と名付けられた鯨が姿を変えたものだと伝わるが、その伝承の一つの形に、八戸太郎は伊勢参りをしていたとするものが存在する。

## 岩手県

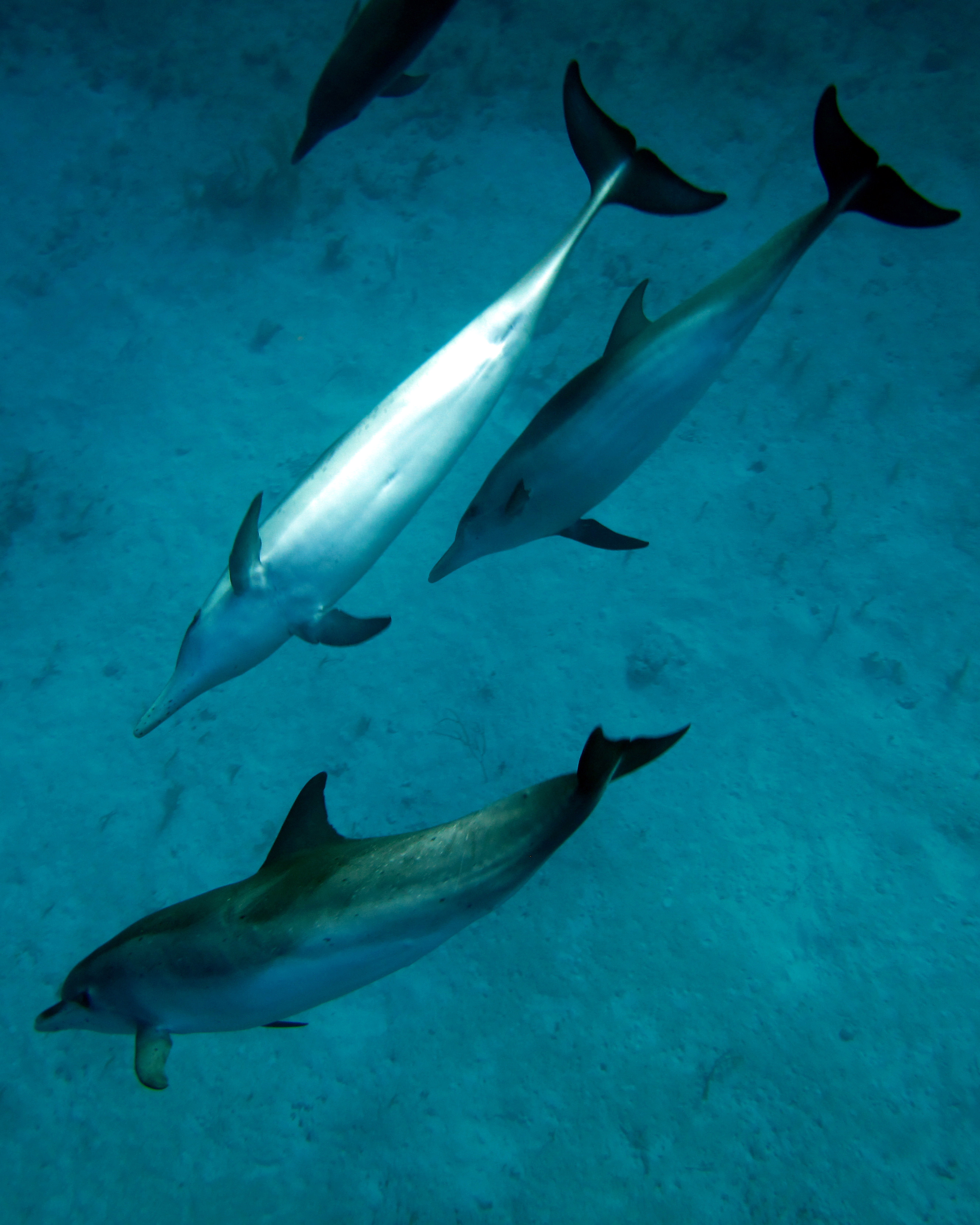
イルカの群れ

岩手県大船渡市の赤崎に海豚参詣の民俗が伝わる。大船渡湾にやってきたイルカの群れは、湾の最奥に近い野島という小島の周りを三回まわって再び出て行くといわれ、その理由は、イルカは仲間の霊を弔うためとされていた。民俗学者の中村羊一郎は、これは、海豚参詣の伝承の類例が少ない太平洋側の東北地方における貴重な事例だと指摘している。
岩手県遠野市には、遠野の沢のお不動様の祭祀に川を遡って鮫が参拝に来ると言い伝えられていることが、柳田國男著の『遠野物語拾遺』の33話目に記された。

## 新潟県
新潟県上越市の五智に「海豚参詣」が伝わる。泉鏡花の『湯女の魂』（ゆなのたましい）では、五智の五智国分寺にある五智如来をイルカが参詣することに触れている。
柏崎市の番神堂にも「いるか番神詣り」が伝わる。柏崎沖を通るイルカの群れを指す。
柳田國男の指摘では、新潟県佐渡市（佐渡島）に海豚参詣は伝わる。佐渡の盆踊りの歌詞の一節に「達者の伝次が焼けた、いるか殺したその罰で」とあり、これをイルカを殺した報いを受けたものだと解釈した。

## 東京都
伊豆諸島の新島に「海豚の磯部さま参り」の伝承が伝わる。また、式根島に「鯨の富士山参り」の伝承が伝わる。

## 三重県
三重県四日市市富田の鳥出神社の富田の鯨船のはじまりは、伊勢参りの途中の親子鯨を仕留めたことで、富田の浜に水揚げが無くなる祟りがあったためと伝わる。
三重県志摩市の渡鹿野島（旧志摩郡磯部町域）などに、『七本鮫の磯部参り』という伝承が伝わる。旧磯部町の伊雑宮（いざわのみや）の6月の祭祀に合わせて、7本のサメが参詣に訪れ、渡鹿野島で休息をとるとの伝承が有り、祭祀の当日は、命や目を取られると、漁師は出漁を自粛し、海女は潜水しないものとされていた。この海女の休漁日をゴサイという。

## 愛媛県
愛媛県宮窪町（現・今治市）の鯛崎島（たいさきじま）の鯛崎鼻に鎮座する石地蔵は、鯨が参りに来る伝承がある。昔、座礁した鯨を石地蔵が助け、以後、鯨は石地蔵に参拝すると伝えられる。この話は『まんが日本昔ばなし』の「クジラのお礼参り」にて知られる。

## 佐賀県
佐賀県唐津市の呼子町に、大宝山参りの鯨が伝わる。伝承の内容は、夢枕で命乞いをした鯨を捕ってしまった鯨組が嵐で全滅するというものである。

## 長崎県
長崎県西彼杵郡に、漁師の夢枕に参詣に行く旨を告げた鯨がいた伝承がある。また、平戸市大崎に、志々伎山参りを行う鯨が漁師に打たれ、漁師の孫に銛が刺さる報いを受ける伝承が伝わる。
昔からの捕鯨地の長崎は似た話が多く分布する。佐世保市宇久町（五島列島の宇久島）が舞台の山田紋九郎の鯨伝説が知られている。捕鯨で莫大な富を築いた網元の山田紋九郎に、五島の大宝寺参りに行く親子鯨が夢枕に立ち、命乞いを受けるも、当時飢えていた鯨捕りたちは無視して出漁し、その親子鯨を捕ろうとして、嵐に飲まれ、72人が死に、それがきっかけで山田紋九郎は鯨捕りを止めたという伝説である。

## 後の創作
宮崎県日南市には紙芝居『油津の大鯨物語』があり、紙芝居では、鯨が伊勢参りをしている設定となっている。しかしながら伝承では、油津の不漁（大嵐とも）が続き、漁民に飢えが起きた時、漂着鯨が有り、それを食べて助かった。鯨は大きく、近隣で分け合った。鯨は体内に子を宿しており、親子どもども供養したら、豊漁となった。村人たちは感謝し、「鯨もち」を作り、鯨魂碑に供えるようになった。という内容であり、伊勢参りのくだりは近世にこの紙芝居を製作した市民団体により創作されたものである。